# Eremiasaurus
Eremiasaurus — рід вимерлого роду крейдяних морських ящерів родини мозазаврів. Він класифікується як частина племені Mosasaurini (в межах Mosasaurinae) і відомий виключно з маастрихтських фосфатів басейну Улед-Абдун у Марокко. Eremiasaurus означає «пустельна ящірка», маючи на увазі посушливий клімат сучасного Марокко, де були знайдені його скам'янілості. Відомий один вид, E. heterodontus, конкретна назва якого вказує на високий ступінь гетеродонтності, виявлений порівняно з іншими видами мозазаврів. Це був мозазавр середнього розміру, причому найбільший екземпляр мав довжину близько 6 метрів.